# Antiga Igreja de São Sebastião
A Antiga Igreja de São Sebastião, também conhecida por Ermida de São Sebastião, é uma antiga igreja localizada na cidade de Almada, na atual freguesia de Almada, Cova da Piedade, Pragal e Cacilhas, no Município de Almada, que pertence ao Distrito de Setúbal e à Área Metropolitana de Lisboa, em Portugal.
Desde 1986, a Antiga Igreja de São Sebastião está classificada como Imóvel de Interesse Municipal.

## Enquadramento
Templo urbano situado na confluência de dois arruamentos, com pequeno largo fronteiro. Ergue-se entre edificações modernas de porte aproximado ao seu. Na proximidade da igreja, cerca de 80 metros a SO. foi construído o forte de São Sebastião.

## Descrição
Planta longitudinal, simples e regular, coincidência exterior - interior. Massa simples, disposta com verticalidade, coberta com telhado de 2 águas, com abas. Fachada principal orientada a Oeste, com embasamento e 1 pano em empena angular, desenvolvido entre pilastras de cunhal, em sobreposição, de área quadrangular; 2 registos definidos por moldura em ressalto. Piso inferior com portada de arco de asa de cesto, assente em pilastras, envolvendo portal de viga reta; sobrepujado por janelão de sacada, com 2 batentes, ladeado por largas volutas, rematando em cornija e frontão curvo aberto, de cuja abertura nasce a moldura ornamentada de uma cartela de medalhão, com feixe de setas esculpido (símbolo do martírio de São Sebastião). Flancos e fachada posterior encobertos, parcialmente, por edificações das casas que formavam o pátio: provavelmente, piso térreo do século XVIII e piso superior dos séculos XIX ou XX. Flancos com dois corpos recuados, um de cada lado, acompanham o pé-direito do edifício, adossando-se a ele. Interior de uma nave; flanco direito com escada de caracol, no interior da parte recuada, talvez de acesso aos sinos, com pequena abertura de iluminação.
Utilização Inicial: Cultural: igreja; Utilização Atual: Devoluto; Propriedade: Pública - municipal.

## História do Monumento
A época de construção deste templo é o Século XVI (conjetural)
O lugar onde se encontra erguido chamava-se São Sebastião até aos fins do Séc.XIX e retirava o seu nome do orago da igreja. O frontispício resistiu ao terramoto de 1755 ou teria sido reposto. Talvez terá sido construída no reinado de D. Sebastião (SOUSA, 1985). Colocados em pórtico ou em torre sineira. Fazendo, então, parte da propriedade algumas casas que se encostavam à igreja e, nas traseiras, agrupavam-se à roda de um pátio que, entre os Séc. XVIII e XIX, teriam sido utilizadas como recolhimento. No portão de entrada do pátio existia um painel de azulejos onde se lia: hoje he retiro de cuidados / 1776, que foi retirado quando se demoliram as casas, na década de 50 e colocado encimando um portal, nos jardins do convento dos Capuchos. No dia de Todos-os-Santos, segundo documentação quinhentista dos Arquivos da Misericórdia de Almada, era costume recolher e referenciar os corpos ou ossadas já enterrados em várias locais sem cerimónia - especialmente os afogados - e enterrá-los nesta igreja.

### Cronologia
Século XVI - Fundação e construção;
- 1554 – D. João III determina edificarem-se Igrejas dedicadas a S. Sebastião em todas as vilas e lugares do Reino para a protecção contra a peste (LOPES);
- 1565 - Ermida referida nas visitações da Ordem de Santiago em 1565, terá tido origem numa confraria de S. Sebastião que em 1534 se achava instituída na Igreja de S. Tiago de Almada;
- 1587, 26 de julho - notícia constante num assentamento dos Irmãos da Mesa da Misericórdia de Almada;
- 1669 - no Santuário Mariano é dito que por essa data, doada por gentes de Lisboa, fora colocada uma imagem da Senhora dos Prazeres na igreja;
- 1676-1681 – Os Juízes da vila de Almada contratam com Domingos Ribeiro (pedreiro) e António Dias (carpinteiro) as obras de restauro da Ermida;

Século XVII - alterações;
- 1729 - provisão régia que autorizava o município a desviar do cabeção das sisas a verba necessitada à reedificação. Esta provisão reconhecia que o templo pertencia ao povo de Almada (e não ao Patriarcado de Lisboa), ainda que a Câmara pagasse ao Cura para que ensinasse Português e Latinidades, e que rezasse missa;

século XVIII, primeira metade - reconstrução total, desde os alicerces do edifício, com os mesmos materiais do século XVII, com excepção para a escada de caracol que não teve intervenção;
- 1732, 15 de junho - «Auto que se fez do dia e forma com que se celebrou a cerimónia de benzer a primeira pedra fundamental da Irmida do Senhor S. Sebastião»;
- 1733 - auto lavrado relativo à fixação, perto do altar-mor, de uma lápide autorizada pelo Patriarcado referindo que a igreja pertencia ao povo de Almada;
- 1738, 9 de setembro - A Venerável Ordem Terceira de Nossa Senhora do Monte Carmo, então estabelecida na vila de Almada contrata com Câmara Municipal a fim de se estabelecer na nova Ermida de S. Sebastião «colocando-se na Capela-mor a imagem da Soberana Senhora» e posteriormente (18.1.1739) obriga-se «a paramentar à custa de seus rendimentos a sobredita Ermida conservando-se sempre com a decência precisa para se celebrar os ofícios divinos»;
- 1739, 20 de Janeiro - No dia do Mártir S. Sebastião, foi benzida a nova Ermida «com a Música e concurso de muito povo e pessoas previligiadas e pregou o Reverendo Padre Mestre Fr. Francisco de Santo Thomas Religioso Dominico»;
- 1755 - o edifício muito arruinado do terramoto, com o desabamento da abóbada, salvando-se a fachada, embora com estragos;
- 1758, Agosto - Gazeta de Lisboa informa que os devotos de S. Sebastião haviam promovido uma festa de touros, na Piedade, para proceder à reconstrução do templo;
- 1775 - conclusão provável das obras de reedificação, que devem ter mantido o aspeto dado em 1729 ao templo;
- 1827, 12 de setembro - A Câmara de Almada coloca em arrematação «o concerto da Igreja e casas pertencentes á Ermida de S Sebastião na mesma Villa» (Gazeta de Lisboa, 7/9/1827);
- 1856 - a casa anexa serviu de Hospital para a as vítimas de Colera Morbus;
- 1889 - a Igreja de S. Sebastião já se achava profanada sendo transferidas algumas alfaias e acessórios para outros templos de Almada, como p. ex.º o Sino entregue em 1891 para a Torre do Relógio da Igreja do Monte de Caparica, a Imagem do S. Sebastião que em 1895 tinha as suas festividades no Largo do Espírito Santo, e ainda paramentos que em 1899 e 1900 foram emprestados à Igreja do Monte de Caparica. Entretanto por falta de licitante não pode efetuar-se a venda dos azulejos da extinta Igreja de S. Sebastião (encontram-se atualmente a decorar o jardim do Convento dos Capuchos, segundo informação facultada em 1980 pelo falecido Dr. Mário Bento);
- 1904 - a propriedade é vendida pelo município;

Século XX - o conjunto das edificações sofreu obras e as casas passaram a ser de habitação, e a igreja usada como taberna «as Andorinhas»;
- 1982 - a Câmara Municipal pediu a classificação da igreja como imóvel de interesse público;
- 1984, 1 de Agosto - aprovada a classificação de interesse local ou concelhio pelo então IPPC;
- 1995 - as casas que formavam o pátio, foram demolidas e o painel de azulejos referido foi colocado nos jardins do Convento dos Capuchos.
- 2005-2009 - Obras de requalificação.
- 2009, 25 de julho - reabertura ao público.

## Tipologia
Arquitetura religiosa, barroca, chã. Igreja chã de edificação plana, sóbria e bem equilibrada, com fachada de impulsão vertical, que contraria a divisão em 2 planos horizontais, com cunhais de pilastras bem destacados, e as 2 massas laterais, com grande ressalto, como contrafortes. Vê-se o barroco nos dois frontões agrupados ao centro e nos ornamentos da cartela, nas volutas, nos orelhões e nas conchas.
Caracteristicas particulares: O frontispício tem uma relativa riqueza de cantaria, de boa pedra calcária, ao contrário da maioria das igrejas almadenses.
Dados técnicos: Paredes autoportantes. Materiais usados: Alvenaria, cantaria, cerâmica (telhas e encasque de tijolo).

## Intervenção realizada
DGEMN: 1995 - reparação da cobertura; 1996 - conservação e restauro do teto da nave e capela-mor, em abóbada de madeira pintada.
Arquiteto / Construtor / Autor: Maria José Lopes (arquiteta) - responsabilidade técnica e projeto de reedificação, também responsável por alguns dos elemento decorativos (lavabos, altar, via sacra, ambão e cruz exterior) a que se juntou o escultor José Aurélio (Sacrário) e designer Ricardo Nunes (pia baptismal) (2005-2009); João Baptista (mestre pedreiro) - direcção da obra da nova Ermida de São Sebastião (1732-1739); Domingos Ribeiro (pedreiro) e António Dias (carpinteiro) - obras de restauro (1676-1681).